# グッドマン (医療機器販売)
株式会社グッドマン（英: Goodman Co., Ltd.）は、愛知県名古屋市中区に本社を置く医療機器商社。

## 沿革
- 1975年（昭和50年）9月4日 - 「株式会社グッドマン」を設立。
- 1996年（平成8年）12月20日 - 日本証券業協会（現・ジャスダック）に株式を店頭登録。
- 2000年（平成12年）4月 - コスモ医工株式会社（現・株式会社グッドテック）の株式を取得。
- 2002年（平成14年）
  - 5月 - アバンテックヴァスキュラー社を買収
  - 7月 - ライトラボ・イメージング社を買収。
- 2004年（平成16年）11月23日 - 当社子会社のグッドマン・メディカル・アイルランド社を通じてマスパック社を買収。
- 2005年（平成17年）
  - 10月3日 - IT開発事業部門を株式会社グッドマンヘルスケアITソリューションズに分社化。
  - 12月20日 - 株式会社アイアールメディカル工房を完全子会社化。
- 2008年（平成20年）10月15日 - 伊藤忠商事株式会社と資本・業務提携。第三者割当増資により同社の関連会社となる。
- 2009年（平成21年）2月25日 - 伊藤忠商事株式会社との資本・業務提携に基づき、伊藤忠商事株式会社、株式会社日本エム・ディ・エム、センチュリーメディカル株式会社の3社と包括業務提携を締結。
- 2010年（平成22年）6月20日 - ライトラボ・イメージング社の全株式をセント・ジュード・メディカル・カーディオロジー・ディビジョン社（セント・ジュード・メディカル社の子会社）へ譲渡。
- 2011年（平成23年）6月1日 - 子会社の株式会社グッドマンヘルスケアITソリューションズを吸収合併。
- 2013年（平成25年）
  - 3月15日 - ニプロ株式会社が当社に対する株式公開買付けを行い、同社の連結子会社となる[2]。同時に、伊藤忠商事株式会社との資本・業務提携を解消[3]。
  - 5月27日 - いわゆる二段階買収の手続きにより、ニプロ株式会社及び伊藤忠商事株式会社のみを株主とし、株式を非公開化する方針を決定[4]。
  - 7月23日 - 上場廃止
- 2014年（平成26年）
  - 4月1日 - 子会社の株式会社グットテックを吸収合併[5]。
  - 8月29日 - 伊藤忠商事株式会社保有分の全株式をニプロ株式会社が取得したことにより、ニプロ株式会社の完全子会社となる[6]。

## 事業所
- 本社（愛知県名古屋市名東区）
- 本部（愛知県名古屋市中区）
- 支店（東京、名古屋、大阪、福岡）
- 営業所（札幌、仙台、横浜、岡山、広島）
- 総合研究所（愛知県瀬戸市）

## 関連会社
- グッドマンUSA社
- アバンテックヴァスキュラー社
- グッドマン・メディカル・ホールディングス社
- グッドマン・メディカル・アイルランド社
- グッドマン医療器械国際貿易（上海）有限公司